# Coipasa
Coipasa è un comune (municipio in spagnolo) della Bolivia nella provincia di Atahuallpa (dipartimento di Oruro) con 874 abitanti (dato 2010).

## Cantoni
Il comune è formato dall'unico cantone omonimo.